# Morocco Sun
Il Morocco Sun è un traghetto appartenente alla compagnia di navigazione Detroit World Logistic Maritime ed in noleggio alla Africa Morocco Link.

## Servizio
Varato il 24 maggio 1979 nel cantiere navale Harland & Wolff di Belfast con il nome di Galloway Princess e consegnato il 22 aprile 1980 Ibos Finance Ltd, prende servizio il 1º maggio successivo nei collegamenti tra Stranraer e Larne sotto le insegne della Sealink.

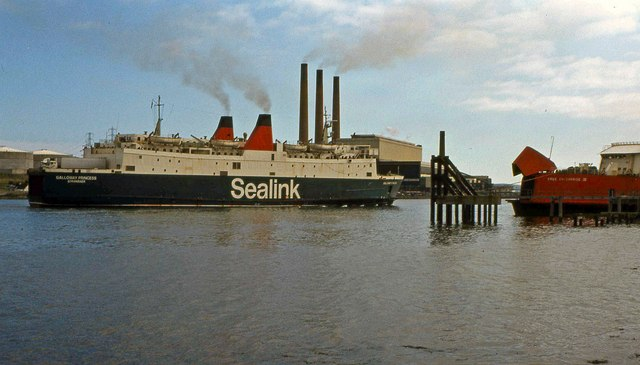
Il Galloway Princess in arrivo a Larne nel 1984.

Nel settembre del 1980 viene posto fuori servizio per due settimane a causa di gravi problemi al timone.

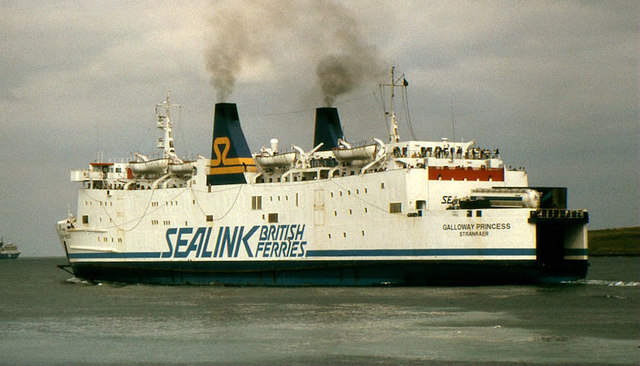
Il Galloway Princess in partenza da Larne nel 1989.

Nel gennaio del 1990 viene venduto alla Stena Line e, ribattezzato Stena Galloway, continua ad operare sulla stessa rotta sotto le insegne della Sealink Stena Line.
Dal 1º al 21 agosto 1992 opera nei collegamenti tra Holyhead e Dun Laoghaire.

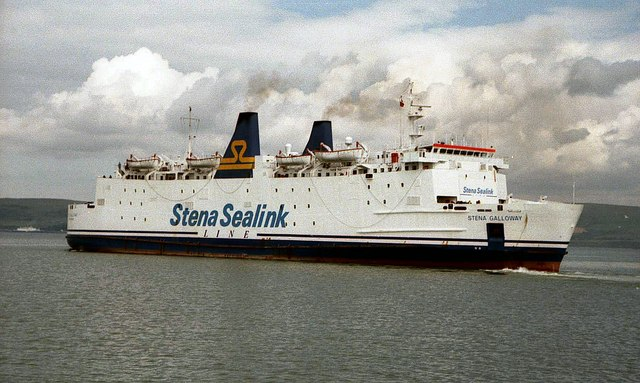
Lo Stena Galloway in arrivo a Stranraer nel 1994.

Il 12 novembre 1995 viene trasferito nei collegamenti tra Stranraer e Belfast.
Da settembre al 31 ottobre 2001 opera nei collegamenti tra Fishguard e Rosslare.
Il 22 febbraio 2002 viene venduto alla marocchina IMCT e, ribattezzato Le Rif, salpa due giorno dopo per Tangeri Med.
Nel marzo del 2003 prende servizio nei collegamenti tra Algeciras e Tangeri Med.
Il 22 aprile 2008, durante la sosta ad Algeciras, scoppia un incendio a bordo del traghetto, prontamente domato dall'equipaggio.

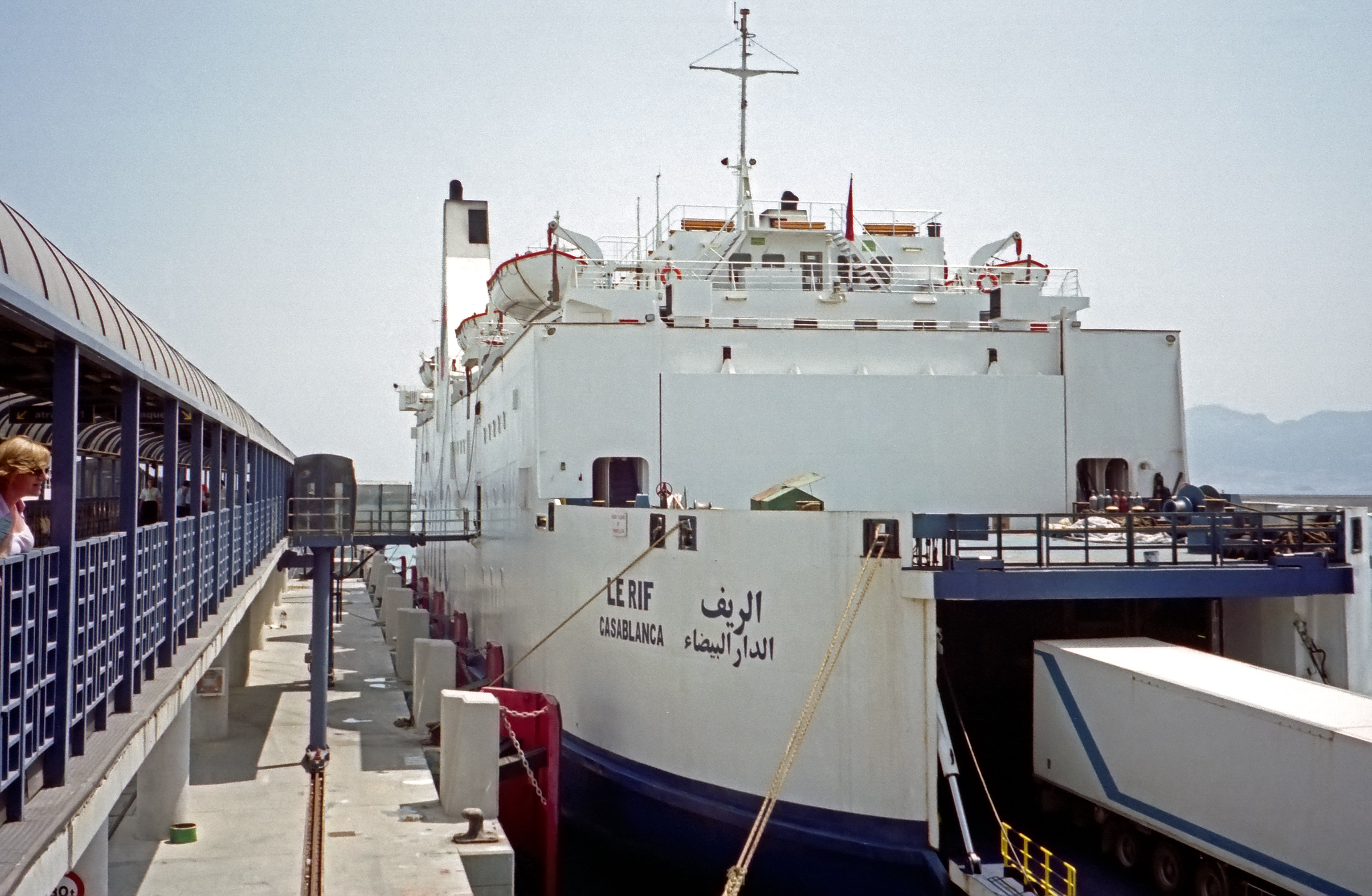
Il Le Rif ormeggiato a Casablanca nel 2013.

Nel 2014, a causa dei problemi finanziari della compagnia armatrice, viene disarmato a Ksar es Seghir, nei pressi di Tangeri.
Il 21 luglio 2016 viene venduto all'asta dalle autorità marocchine alla Detroit World Logistics Maritime e salpa al rimorchio per Malaga, dove viene sottoposto a lavori di ristrutturazione.
Nel gennaio del 2017 viene trasferito al traino in cantiere a La Spezia. A marzo viene trasferito a Napoli.
Il 4 giugno 2019 viene noleggiato alla Africa Morocco Link e, ribattezzato Morocco Sun, viene trasferito a Genova, dove viene sottoposto ai necessari lavori per il rientro in servizio.
Il 24 luglio salpa da Genova per Tangeri Med, dove giunge tre giorni dopo, ed il 2 agosto torna in servizio nei collegamenti tra lo scalo marocchino e Algeciras.
Il 12 settembre 2019 salpa da Tangeri Med per i cantieri navali Palumbo della Valletta, dove viene sottoposto a lavori di manutenzione ordinaria. Il 15 ottobre salpa per Perama, dove viene sottoposto ad ulteriori lavori. 
Terminati i lavori, il 9 ottobre 2020 salpa da Calcide per Algeciras ed il 20 ottobre torna in servizio nello stretto di Gibilterra.

## Navi gemelle
- European Star
- Bari (Demolito nel 2021)
- Port Link